# Gynandromorphus guamensis
Gynandromorphus guamensis är en skalbaggsart som beskrevs av J. Linsley Gressitt 1942. Gynandromorphus guamensis ingår i släktet Gynandromorphus och familjen långhorningar. Inga underarter finns listade i Catalogue of Life.